# Височанські дуби (пам'ятка природи)
Височ́анські ду́би — ботанічна пам'ятка природи місцевого значення в Україні. Об'єкт природно-заповідного фонду Івано-Франківської області. 
Розташована в межах міста Калуш Івано-Франківської області, мікрорайон Баня, вул. Робітнича.
Площа природоохоронної території 1,2556 га. Статус присвоєно згідно з рішенням Калуської міської ради від 30.06.2016 року № 335. Перебуває у віданні: Калуська міська рада. 
Статус присвоєно для збереження 6 екземплярів вікових дерев дуба звичайного. Висота дерев ― 18-23 м, на висоті 1,5 м стовбури мають довжину окружності 582, 447, 420, 410, 290 та 260 см. Орієнтовний вік дерев 200-300 років. 
На ділянці біля дубів зростає підсніжник білосніжний, занесений до Червоної книги України.